# Johanna aus Lothringen
Johanna aus Lothringen ist ein deutsches Fernsehspiel von 1959, das auf dem Theaterstück Joan of Lorraine von Maxwell Anderson basiert.

## Handlung
In einem Theater findet die erste Hauptprobe zur Aufführung eines Stücks über Johanna von Orleans statt. Der Beginn der Probe verzögert sich, weil die Hauptdarstellerin noch nicht angekommen ist. Später spricht sie mit dem Regisseur, der auch den Inquisitor spielt, über ihre Rolle. Es deutet sich an, dass es über die Darstellung der Johanna Uneinigkeit gab, sie nun aber deren Persönlichkeit genauer erspüren konnte.
Als „Stück im Stück“ werden nun Szenen aus Johannas Leben dargestellt: Der Dauphin (der spätere König Karl VII.) nimmt von seinem Feind, dem Herzog von Burgund, Geld für einen Waffenstillstand an; trotzdem hält Johanna weiter zu ihm und wohnt seiner Krönung in Reims bei.
In einer weiteren Szene wird Johanna von mehreren Priestern verhört: Sie soll zugeben, dass die Stimmen, die zu ihr sprechen, vom Teufel kommen, da nach kirchlicher Auffassung Gott nicht direkt mit den Menschen spricht. Der Inquisitor möchte sie zu einem Geständnis überreden, um ihr Seelenheil zu retten und sie vor dem Scheiterhaufen zu bewahren. Sogar der Scharfrichter wird gerufen, um ihr die Folterinstrumente zu zeigen. Johanna unterzeichnet unter Druck ein Geständnis und verpflichtet sich, ihre Kriegskleidung abzulegen und wieder Frauenkleider zu tragen. In ihrer Zelle sprechen die Stimmen jedoch wieder zu ihr und ermutigen sie, standhaft zu bleiben. Daher widerruft sie am nächsten Morgen ihr Geständnis und wird als „rückfällige Ketzerin“ zur Hinrichtung auf dem Scheiterhaufen abgeführt.
Nach der Probe verlassen die Schauspieler das leere Theater.

## Produktion
Der Film wurde vom Bayerischen Rundfunk produziert und am 26. März 1959 zum ersten Mal ausgestrahlt.